# Klay Thompson
Klay Alexander Thompson (sinh ngày 8 tháng 2 năm 1990) là một cầu thủ bóng rổ chuyên nghiệp người Mỹ chơi cho Dallas Mavericks. Anh từng có 13 mùa giải thi đấu cho Golden State Warriors tại Giải bóng rổ Nhà nghề Mỹ (NBA). Là nhà vô địch NBA bốn lần với Warriors, anh cũng lọt vào đội hình NBA All-Star năm lần, hai lần được vinh danh vào đội hình 3 All-NBA và một lần lọt vào đội hình 2 NBA All-Defensive. Anh cũng đã giành được huy chương vàng với đội tuyển quốc gia Hoa Kỳ tại World Cup 2014 và Olympic 2016.
Klay Thompson là con trai của cựu cầu thủ NBA Mychal Thompson. Anh từng chơi bóng rổ đại học trong ba mùa giải trong màu áo Washington State Cougars và có hai lần được chọn vào đội một toàn liên đoàn trong Pac-10 (nay là Pac-12). Klay được chọn trong vòng đầu tiên của NBA Draft 2011 bởi Golden State với lượt pick tổng thứ 11. Vào năm 2014, Thompson và đồng đội Stephen Curry đã lập nên kỷ lục NBA vào thời điểm đó với tổng cộng 484 pha ba điểm trong một mùa giải. Điều đó khiến cho cặp đôi này có biệt danh là "Splash Brothers. Vào năm 2015, Thompson đã giúp Warriors đoạt chức vô địch NBA đầu tiên của họ kể từ năm 1975 và là người đóng góp quan trọng trong các danh hiệu vô địch năm 2017 và 2018 của Warriors. Anh bị dính chấn thương dây chằng chéo trước (ACL) trong ván 6 của Vòng chung kết NBA 2019 và bỏ lỡ toàn bộ mùa giải 2019–20. Thompson sau đó bị rách gân achilles khi đang hồi phục chấn thương đầu gối và cũng bỏ lỡ cả mùa giải 2020–21. Anh trở lại thi đấu vào tháng 1 năm 2022, sau gần 31 tháng ngồi ngoài. Anh tiếp tục giúp Warriors giành chức vô địch thứ tư trong tám mùa giải, khi đội đánh bại Boston Celtics trong sáu trận để giành danh hiệu năm 2022.

## Đầu đời
Thompson sinh ra ở Los Angeles, là con của Julie và Mychal Thompson. Mẹ của anh là một vận động viên bóng chuyền từng chơi cho Đại học Portland và Đại học San Francisco, trong khi cha anh là cầu thủ đầu tiên được chọn trong kỳ NBA Draft năm 1978. Khi Thompson hai tuổi, anh và gia đình chuyển đến Lake Oswego, Oregon. Tại đây, anh kết bạn và trở thành đồng đội bóng chày của ngôi sao NBA tương lai Kevin Love. Thompson và các anh trai của mình được nuôi dạy theo nghi thức Công giáo.
Khi Thompson lên 14 tuổi, gia đình anh chuyển đến Ladera Ranch, California, tại đây anh tốt nghiệp Trường Trung học Công giáo Santa Margarita (SMCHS) ở Rancho Santa Margarita vào năm 2008. Vào năm lớp 11, Thompson được điền tên vào đội hình 2 xuất sắc nhất toàn khu vực và đội hình 3 xuất sắc nhất Quận Cam. Năm lớp 12, Thompson ghi trung bình 21 điểm mỗi trận, giúp SMCHS đạt kỷ lục 30–5 và góp mặt tại Giải vô địch Bang hạng Division III. Trong giải vô địch bang, Thompson đã lập kỷ lục tại chung kết tiểu bang với bảy quả ba điểm trong một trận đấu. Anh được vinh danh là cầu thủ xuất sắc nhất của Bang hạng Division III, MVP giải, đội hình 1 xuất sắc nhất miền Tây và Đội hình 2 xuất sắc toàn nước Mỹ của EA Sports.

## Sự nghiệp đại học

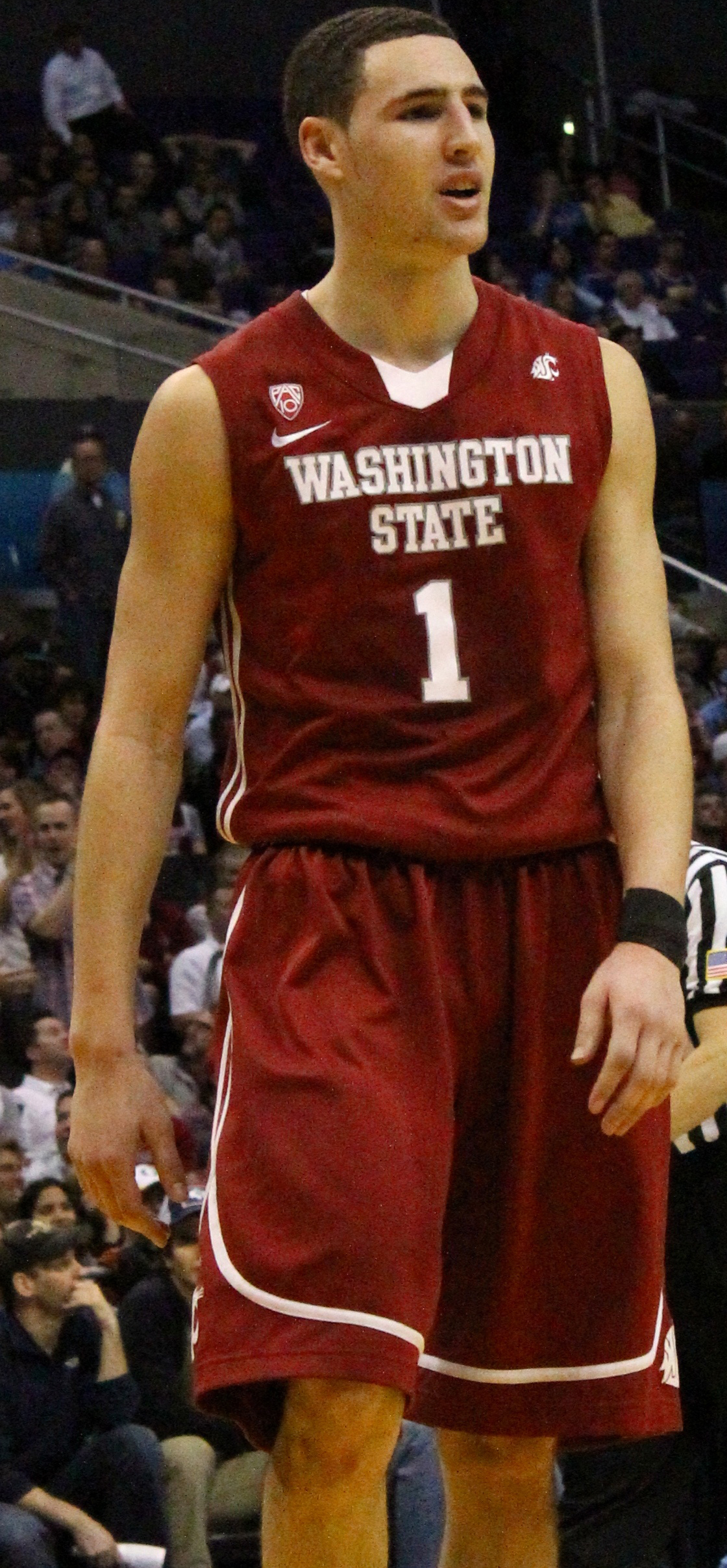
Thompson vào năm 2011

Thompson đánh chính 33 trận khi còn là sinh viên năm nhất dưới trướng HLV Tony Bennett tại Đại học Bang Washington (WSU), dẫn đầu đội về tỷ lệ ném ba điểm và tỷ lệ ném phạt, đồng thời ghi trung bình 12,5 điểm mỗi trận. Thompson được ghi tên vào Đội dành cho sinh viên năm nhất xuất sắc nhất Pac-10 và Đội danh dự dành cho sinh viên năm nhất của trang tin Collegehoops.net.
Thompson bắt đầu mùa giải năm hai với việc Cougars đến chức vô địch Great Alaska Shootout, được vinh danh là Cầu thủ xuất sắc nhất sau khi ghi được kỷ lục 43 điểm trong trận tranh vô địch. Đây cũng là số điểm ghi được trong một trận cao thứ ba trong lịch sử WSU. Sau khi trở thành cầu thủ của Cougar đạt 1.000 điểm nhanh thứ ba, Thompson được ghi tên vào Đội hình 1 xuất sắc nhất All-Pac-10. Anh giành được danh hiệu Cầu thủ xuất sắc nhất tuần của Pac-10 hai lần trong mùa giải và được chọn làm ứng cử viên giữa mùa cho Giải thưởng John R. Wooden. Thompson kết thúc mùa giải với trung bình 19,6 điểm, đứng thứ hai trong liên đoàn.
Thompson dẫn đầu Pac-10 về thành tích ghi điểm vào năm 3, một lần nữa lọt vào đội hình 1 All-Pac-10. Anh trở thành cầu thủ Cougar thứ ba trong  lịch sử lọt vào đội hình 1 danh dự từ Hiệp hội Huấn luyện viên Bóng rổ Quốc gia hai lần trong sự nghiệp. Thompson cũng trở thành cầu thủ Cougar đầu tiên ba lần được vinh danh là Cầu thủ Pac-10 của tuần khi anh đã giành được giải thưởng tuần 22–28 tháng 11, sau đó đã nối dài kỷ lục lên bốn tuần với danh hiệu tuần 6–12 tháng 12. Ngay sau đó, Thompson được vinh danh là một trong 30 ứng cử viên giữa mùa giải cho Giải thưởng John R. Wooden. Trong mùa giải Pac-10 năm 2011, anh đã lập kỷ lục giải đấu với 43 điểm và 8 quả ba điểm. Thompson kết thúc mùa giải bằng việc lập kỷ lục ghi điểm trong một mùa giải của WSU với tổng cộng 733 điểm. Anh trở thành cầu thủ ghi điểm nhiều thứ ba mọi thời đại của WSU.
Vào ngày 18 tháng 1 năm 2020, Đại học Bang Washington đã treo áo số 1 mà Thompson đã mặc khi thi đấu. Anh trở thành vận động viên bóng rổ nam WSU thứ hai nhận được vinh dự này, cùng với Steve Puidokas và là vận động viên WSU thứ bảy trong bất kỳ môn thể thao nào được nhận vinh dự treo áo.

## Sự nghiệp chuyên nghiệp

### Golden State Warriors (2011–2024)

#### Những năm đầu (2011–2014)
Thompson tuyên bố tham gia NBA Draft 2011 sau 3 năm thi đấu đại học, được Golden State Warriors lựa chọn ở lượt thứ 11. Việc lựa chọn hậu vệ này đã làm dấy lên những suy đoán rằng Warriors trao đổi cầu thủ đánh chính Monta Ellis, nhưng điều đó đã không xảy ra cho đến tận tháng 3 năm 2012. Tổng giám đốc Warriors là Larry Riley đã khen ngợi khả năng ném bóng của Thompson và bày tỏ sự tin tưởng rằng Thompson sẽ cải thiện kỹ năng phòng ngự của mình với huấn luyện viên mới Mark Jackson.
NBA đã không lựa chọn Thompson cho sự kiện NBA All-Star Rising Stars Challenge 2012. Tuy nhiên, sau quyết định đó bốn trận đấu, Thompson đã cải thiện mọi thông số với mức trung bình của mùa giải hiện tại khi đó: số điểm mỗi trận (12,5 từ 7,6), tỷ lệ ném (54,3% bao gồm 55,6% ném ba, tăng từ lần lượt 46,7 và 48,1), bắt bóng bật bảng (2,8 từ 1,6), kiến tạo (1,5 từ 1,3), cướp, và mất bóng. Warriors đã trao đổi Ellis với Milwaukee Bucks vào ngày 13 tháng 3 năm 2012. Trận đấu tiếp theo, Thompson ghi được 26 điểm, cao nhất mùa giải nhưng lại để thua Boston Celtics. Một tuần sau, anh vượt kỉ lục cá nhân trước đó với 27 điểm ghi được trong chiến thắng trước New Orleans Hornets . Tính đến giữa tháng 2 năm 2012, Thompson chơi khoảng 17 phút mỗi trận, nhưng anh chơi trung bình 30 phút mỗi trận trong tháng tiếp theo. Đến cuối mùa giải, Thompson được bầu chọn vào Đội hình tân binh tiêu biểu NBA.

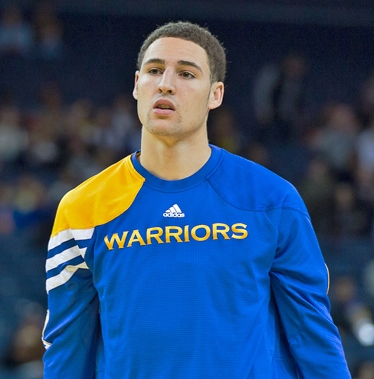
Thompson vào năm 2012

Vào ngày 29 tháng 1 năm 2013, Thompson đã ghi được 32 điểm, kỉ lục cá nhân cao nhất mùa giải trước Cleveland Cavaliers. Huấn luyện viên Mark Jackson của Warriors cho rằng chính Thompson và Stephen Curry đã hợp thành bộ đôi ném bóng hay nhất lịch sử NBA. Mùa giải đó, cả hai người đã thực hiện tổng cộng 483 quả ba điểm, nhiều nhất từ trước đến nay đối với bất kỳ một bộ đôi cầu thủ NBA vào thời điểm đó. Warriors đã đánh bại Denver Nuggets ở vòng 1 playoff và gặp San Antonio Spurs ở vòng tiếp theo. Vào ngày 8 tháng 5 năm 2013, Thompson đã ghi được 34 điểm cao nhất trong sự nghiệp trong trận playoff trước San Antonio, với 8/9 quả ba điểm, cùng với 14 rebound cao nhất trong sự nghiệp. Warriors đã để thua Spurs chỉ trong sáu trận.
Trong trận mở màn cho Warriors, Thompson đã ghi được 38 điểm, cao nhất mùa giải, trong đó có 5/7 quả ba điểm. Anh và Curry đã lập kỷ lục NBA về 484 quả ba điểm trong mùa giải, vượt qua kỷ lục mà họ đã thiết lập vào năm trước. Thompson ghi trung bình 18,4 điểm, 3,1 rebounds và 2,2 kiến tạo trong mùa giải đó. Thompson và Warriors bước vào vòng playoff NBA 2014 với tư cách là hạt giống thứ sáu ở Liên đoàn miền Tây và thua Los Angeles Clippers sau 7 trận ở vòng đầu tiên.

#### Lựa chọn vào đội hình All-Star lần đầu tiên và chức vô địch NBA (2014–2015)

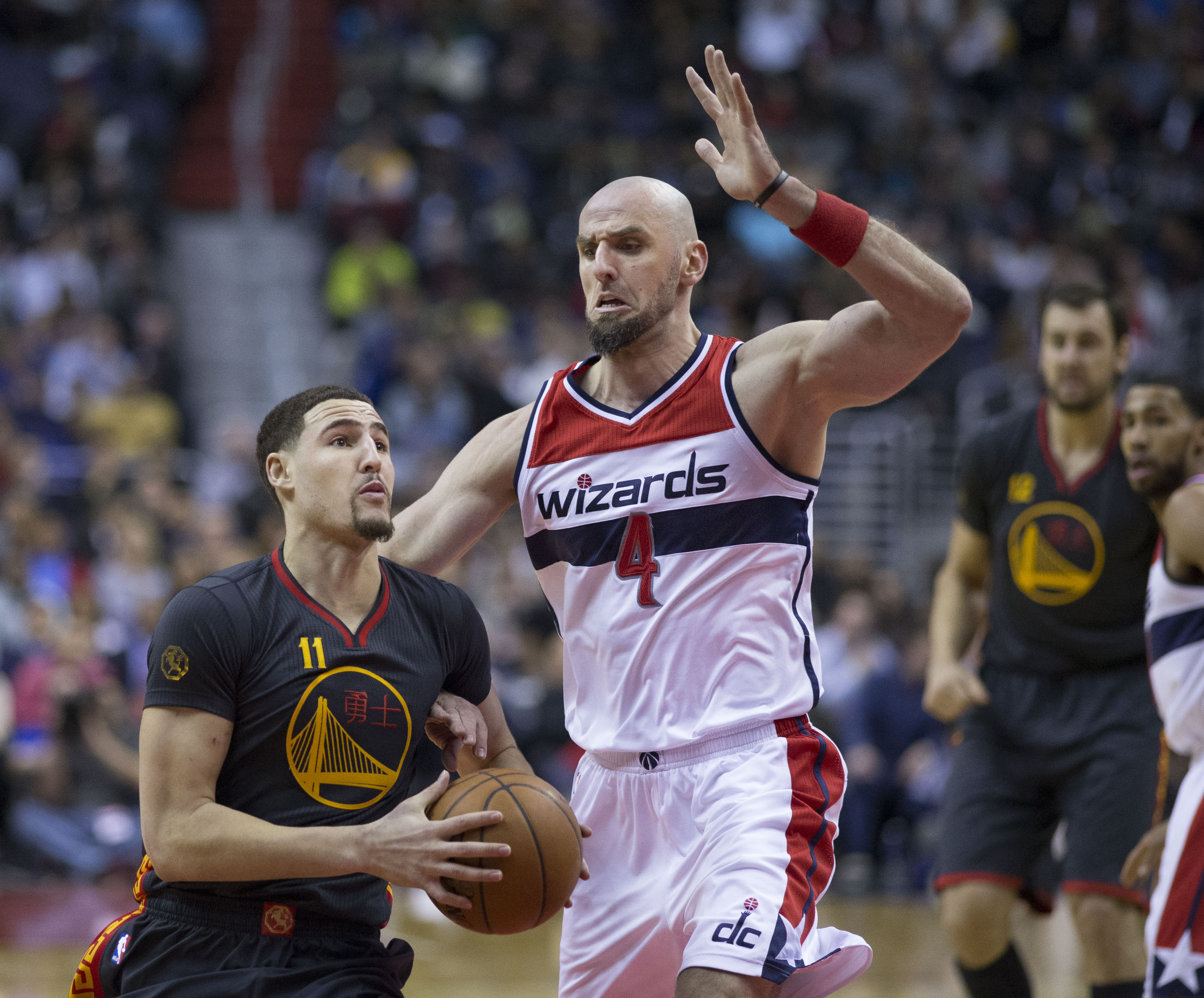
Thompson cầm bóng đối mặt với Marcin Gortat của Washington vào năm 2015

Vào ngày 31 tháng 10 năm 2014, Thompson đã ký gia hạn hợp đồng 4 năm với Warriors. Ngày hôm sau, anh ghi được 41 điểm, cao nhất trong sự nghiệp trong chiến thắng 127-104 của Warriors trước Los Angeles Lakers. Vào ngày 23 tháng 1 năm 2015, Thompson ghi được 52 điểm cao nhất trong sự nghiệp, với 11 cú ném ba điểm trong chiến thắng 126–101 trước Sacramento Kings. Trong hiệp ba của trận đấu đó, anh đã lập kỷ lục NBA với 37 điểm ghi được trong một hiệp đấu, tỉ lệ ném 13 trên 13, trong đó có 9 quả ba điểm (cũng là kỷ lục của giải đấu tính trong một hiệp). 13 cú ném ghi được đã gắn liền với kỷ lục của David Thompson (không họ hàng) trong một hiệp đấu. Vào ngày 29 tháng 1 năm 2015, Thompson được chọn vào đội hình All-Star 2015 (với tư cách dự bị) của Liên đoàn miền Tây lần đầu tiên trong sự nghiệp của mình.
Vào ngày 8 tháng 1 năm 2022, Thompson thông báo rằng anh sẽ trở lại thi đấu vào ngày 9 tháng 1 trong trận đấu với Cleveland Cavaliers . Ở lượt về, Thompson ghi được 17 điểm với tỉ lệ ném 7 trên 18 chỉ trong 20 phút, giúp Warriors giành chiến thắng với tỷ số 96–82. Vào ngày 12 tháng 2, Thompson đã ghi được 16 trong số 33 điểm, thành tích cao nhất mùa giải của anh trong hiệp 4 trước Los Angeles Lakers, giúp đội nhà lội ngược dòng với tỉ số 117–115. Vào ngày 12 tháng 3, Thompson đã ghi được 38 điểm cao nhất mùa giải cùng với 6 rebound và 5 kiến tạo trong chiến thắng 122–109 trước nhà đương kim vô địch Milwaukee Bucks . Trong trận đấu cuối cùng của mùa giải, Thompson đã ghi được 41 điểm cao nhất mùa giải cho Warriors trong chiến thắng 128–107 trước New Orleans Pelicans để giành lấy hạt giống số 3 ở Western Conference.

#### Thất bại trong trận chung kết (2015–2016)

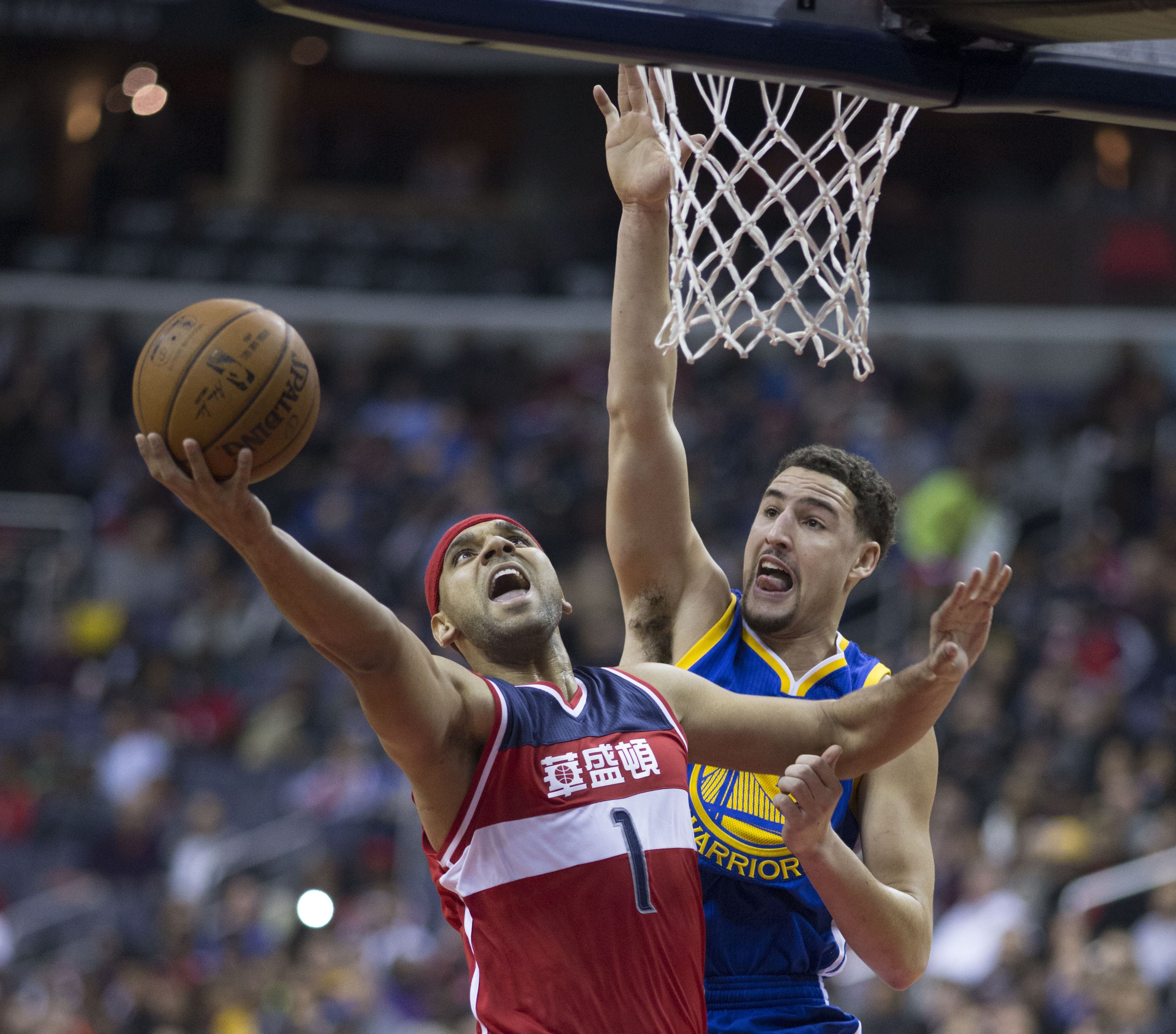
Thompson theo kèm Jared Dudley của Washington Wizards năm 2016.

Thompson khởi đầu bảy trận đấu đầu tiên của mùa giải 2015–16 khi chỉ đạt tỉ lệ ném 3 13/36 (36%). Trong 11 trận cuối cùng của tháng 11, Thompson đạt tỉ lệ ném 3 32/73 (43,8%). Kỷ lục khởi đầu NBA của Warriors kết thúc với 24 trận thắng khi toàn đội để thua Milwaukee Bucks vào ngày 12 tháng 12. Trong trận đấu tiếp theo của Warriors, vào ngày 16 tháng 12, Thompson đã ghi được 27 điểm trong hiệp 3, tổng cộng 43 điểm, đạt thành tích cao nhất mùa giải trong chiến thắng 128–103 trước Phoenix Suns. Vào ngày 8 tháng 1, anh có 30 điểm trở lên trong 3 trận liên tiếp, chốt hạ với 36 điểm ghi được trong chiến thắng 128–108 trước Portland Trail Blazers. Vào ngày 27 tháng 1, anh ghi 45 điểm, cao nhất trong mùa, tỉ lệ ném 14/20 trong chiến thắng 127–107 trước Dallas Mavericks. Đêm hôm sau, anh được lựa chọn vào đội dự bị All-Star miền Đông trong trận NBA All-Star 2016, qua đó có lần thứ hai liên tiếp dự All-Star. Vào ngày 13 tháng 2, anh tham dư Cuộc thi ba điểm của tuần lễ All-Star và giành chiến thắng trong sự kiện này sau khi đánh bại Curry và Devin Booker ở vòng cuối cùng. Vào ngày 25 tháng 3, anh ghi được 40 điểm trước Dallas Mavericks. Hai ngày sau, anh có một trận đấu ghi 40 điểm khác với Philadelphia 76ers, ghi 40 điểm trong các trận liên tiếp lần đầu tiên trong sự nghiệp. Vào ngày 7 tháng 4, Thompson ghi 14 điểm vào lưới San Antonio Spurs, giúp Warriors trở thành đội thứ hai trong lịch sử NBA thắng 70 trận trong một mùa giải.
Trong ván 3 của vòng 1 của playoff năm 2022, Thompson đã ghi được 26 điểm trong chiến thắng 118–113 trước Denver Nuggets. Anh đã vượt qua hậu vệ được ghi danh vào Đại sảnh Danh vọng Ray Allen ở vị trí thứ ba trong danh sách ghi ba điểm mọi thời đại ở vòng playoff NBA. Trong ván 6 của Vòng bán kết miền Tây, Thompson ghi được 30 điểm, 8 rebound và 3 block với tỉ lệ ném ba điểm 8/14 trong chiến thắng sát nút 110–96 trước hạt giống số 2 Memphis Grizzlies. Trong ván 5 của Vòng chung kết miền Tây, Thompson ghi được 32 điểm và có đến 8 quả ba điểm trong chiến thắng sát nút 120–110 trước Dallas Mavericks để tiến tới Vòng chung kết NBA lần thứ sáu, đối mặt với đại diện miền Đông Boston Celtics. Trong ván 1 của loạt trận chung kết, Thompson đã vượt qua LeBron James để đứng thứ hai trong danh sách ghi ba điểm nhiều nhất mọi thời đại ở vòng playoff NBA. Trong ván 5 của vòng chung kết, Thompson cùng với người đồng đội Stephen Curry và LeBron James trở thành những cầu thủ duy nhất trong lịch sử NBA thực hiện ít nhất 100 quả ba điểm khi thi đấu tại chung kết tổng. Anh cũng đã vượt qua LeBron James để đứng thứ hai trong danh sách ghi ba điểm nhiều nhất mọi thời đại của Vòng chung kết NBA. Warriors đã giành chức vô địch sau sáu trận đấu, qua đó Thompson đã giành chức vô địch NBA lần thứ tư.

#### Chức vô địch NBA lần thứ hai (2016–2017)
Thompson đã mở màn sáu trận đấu đầu tiên của mùa giải 2016–17 với tỉ lệ ném ba chỉ 11/53 (20,75%). Trong 11 trận đấu cuối cùng của tháng 11, anh đạt tỉ lệ ném ba 39/84 (46,4%). Vào ngày 5 tháng 12 năm 2016, Thompson ghi được 60 điểm (tỉ lệ ném 21/33, trong đó 8/14 cú ném ba) chỉ trong 29 phút, ba hiệp trong chiến thắng 142–106 trước Indiana Pacers, trở thành cầu thủ đầu tiên trong lịch sử NBA ghi được 60 điểm sau chưa đầy 30 phút thi đấu. Thompson đã đạt được thành tích cá nhân cao nhất mùa giải NBA và thành tích tốt nhất trong sự nghiệp với tư cách là cầu thủ Warriors ghi nhiều điểm nhất trong 42 năm qua. 40 điểm trong 2 hiệp đầu đã giúp anh đạt thành tích ghi điểm nhiều thứ hai chỉ trong 2 hiệp trong cả thập kỷ qua. Thompson cũng trở thành cầu thủ Warriors đầu tiên ghi được 60 điểm kể từ cầu thủ được ghi danh vào Đại sảnh Danh vọng Rick Barry với 64 điểm có được vào ngày 26 tháng 3 năm 1974, gia nhập Barry, Wilt Chamberlain và Joe Fulks là những cầu thủ Warriors duy nhất có thành tích tương tự. Vào ngày 26 tháng 1, anh được lựa chọn vào đội dự bị của All-Star miền Đông cho trận NBA All-Star 2017 . Anh tham gia Cuộc thi ba điểm, nhưng anh ấy đã không bảo vệ được danh hiệu của mình khi bị loại ở vòng đầu tiên. Vào ngày 4 tháng 4 năm 2017, anh ghi được 41 điểm (trận thứ 10 ghi 40 điểm trong sự nghiệp) trong chiến thắng 121–107 trước Minnesota Timberwolves . Warriors kết thúc mùa giải với tư cách là hạt giống số một của miền Tây với thành tích 67–15.
Thompson đã phải vật lộn với khả năng ném bóng của mình trong thời gian dài tại vòng playoff, nhưng khả năng phòng ngự của anh trước những hậu vệ của đội bạn như Damian Lillard, Patty Mills và Kyrie Irving là vô cùng ấn tượng. Sau chiến thắng 129–115 ở ván 4 của Vòng chung kết Liên đoàn miền Tây trước San Antonio Spurs, Warriors đã lọt vào loạt trận Chung kết NBA lần thứ ba liên tiếp, trở thành đội bóng đầu tiên trong lịch sử giải đấu khởi đầu vòng playoff với kết quả 12–0. Thompson đã giúp Warriors giành chức vô địch thứ hai chỉ sau ba năm với chiến thắng 4–1 trước Cleveland Cavaliers trong trận chung kết NBA 2017. Warriors kết thúc vòng loại trực tiếp với thành tích 16–1, tỷ lệ chiến thắng vòng playoff tốt nhất trong lịch sử NBA.

#### Chức vô địch NBA lần thứ ba (2017–2018)
Vào ngày 29 tháng 10 năm 2017, Thompson đã ghi được 29 điểm trong trận thua 115–107 trước Detroit Pistons, trở thành cầu thủ thứ 11 trong lịch sử đội nhượng quyền vượt mốc 9.000 điểm trong sự nghiệp. Vào ngày 20 tháng 12 năm 2017, anh ghi 27 trong số 29 điểm của đội trong hai hiệp đầu tiên trong chiến thắng 97–84 trước Memphis Grizzlies. Vào ngày 27 tháng 12 năm 2017, trong chiến thắng 126–101 trước Utah Jazz, Thompson đã ghi được ba quả ba điểm, giúp anh cân bằng vị trí thứ ba với Dana Barros trong thành tích 89 trận liên tiếp ghi được ít nhất một quả ba điểm. Vào ngày 17 tháng 1 năm 2018, anh ghi được 38 điểm trong chiến thắng 119–112 trước Chicago Bulls. Trong chiến thắng 134–127 trước Los Angeles Clippers vào ngày 22 tháng 2 năm 2018, Thompson đã vượt qua mốc 9.996 điểm của Joe Barry Carroll để giành lấy vị trí thứ mười trong danh sách ghi điểm cá nhân nhiều nhất lịch sử đội nhượng quyền, đồng thời trở thành cầu thủ Warriors thứ mười đạt cột mốc 10.000 điểm sự nghiệp trong mùa giải chính. Hai ngày sau, trong chiến thắng 112–80 trước Thunder, Thompson đã vượt qua Neil Johnston (10.023) để giành vị trí thứ chín trong danh sách ghi điểm cá nhân nhiều nhất lịch sử đội nhượng quyền. Vào ngày 31 tháng 3 năm 2018, sau 8 trận đấu phải vắng mặt vì bị gãy ngón tay cái bên phải, Thompson đã ghi được 25 điểm với tỉ lệ ném 10 trên 19 trong chiến thắng 112–96 trước Sacramento Kings. Vào ngày 5 tháng 4 năm 2018, trong trận thua 126–106 trước Indiana Pacers, Thompson đạt tỉ lệ ném 3 điểm 4 trên 9 để vượt qua Tim Hardaway (1.542) ở vị trí thứ 25 trong danh sách ghi điểm nhiều nhất giải đấu. Ba ngày sau đó, Thompson ghi 22 điểm trong hiệp một trong tổng số số 34 điểm trong chiến thắng 117–100 của Warriors trước Phoenix Suns. Anh đã giúp Warriors đánh bại San Antonio Spurs ở vòng 1 playoff chỉ trong năm trận, ghi 24 điểm trong chiến thắng 99–91 ở Ván 5. Kết quả là, Thompson cùng với Rick Barry (699) và Curry (652) đã trở thành những cầu thủ của Warriors có tổng cộng 600 pha ghi điểm tính riêng trong playoff. Trong ván 3 của loạt chung kết miền Tây với Houston Rockets, Thompson đã vượt qua Barry (1.776) để giành vị trí thứ hai trong danh sách ghi điểm tại vòng playoff của Warriors. Trong ván 6, Thompson có 9 pha ném ba, ghi tổng cộng 35 điểm, giúp Warriors lội ngược dòng khi bị dẫn tới 17 điểm giành chiến thắng 115–86 trước Rockets. Trong ván 2 của NBA Finals, Thompson đã đạt cột mốc 100 trận playoff. Anh cũng trở thành cầu thủ thứ sáu từng thực hiện được 300 quả ba điểm tính riêng vòng playoff, cùng với Curry là những cầu thủ Warriors đạt được thành tích này. Thompson ghi 20 điểm trong trận đấu để giúp Warriors dẫn trước 2–0 với chiến thắng 122–103 trước Cavaliers. Warriors tiếp tục vượt qua loạt trận này để giành lấy các danh hiệu liên tiếp.

#### Chấn thương ACL tại vòng chung kết (2018–2019)
Trong bảy trận đấu đầu tiên của mùa giải, Thompson đạt tỉ lệ ném ba 5 trên 36 và không thể ghi nổi 20 điểm. Anh không thực hiện được từ hai cú ném ba điểm trở lên trong bất kỳ trận đấu nào, chuỗi bảy trận tồi tệ nhất trong sự nghiệp. Vào ngày 29 tháng 10 năm 2018, trong trận đấu với Chicago Bulls, anh đã đạt kỷ lục NBA với 14 lần ném ba để phá vỡ kỷ lục 13 quả trước đây của Curry. Thompson ghi được 52 điểm trong 27 phút khi thực hiện 14 trên 24 quả ba điểm và có tổng cộng 18 trên 29 pha ghi điểm. 10 quả ba điểm của anh chỉ trong 2 hiệp đầu đã san bằng kỷ lục giải đấu của Chandler Parsons được thiết lập vào năm 2014, và Golden State cũng đã có tổng cộng 17 quả ba điểm trong hai hiệp đầu để thiết lập kỷ lục NBA. Vào ngày 24 tháng 11, Thompson ghi được 31 điểm, trong đó có 5 quả ba điểm trong chiến thắng 117–116 trước Sacramento Kings. Thompson đã tiến lên vị trí thứ 21 trong danh sách ghi ba điểm nhiều nhất NBA khi anh với 1609 cú ném ba, vượt qua thành tích của Jason Richardson. Vào ngày 29 tháng 12, Thompson có trận đấu ghi nhiều điểm thứ hai trong mùa giải với 32 điểm trong chiến thắng 115–105 trước Portland Trail Blazers. Anh có tỉ lệ ném 12/21 với tỉ lệ ném ba 4/5. Vào ngày 8 tháng 1, Thompson đã ghi được 43 điểm với bảy quả 3 điểm trong chiến thắng 122–95 trước New York Knicks. Vào ngày 21 tháng 1, anh thiết lập nên kỷ lục NBA khi ghi được 10 quả 3 điểm, ghi tổng cộng 44 điểm trong chiến thắng 130–111 trước Los Angeles Lakers. Trong trận đấu đó Thompson đã đạt tỉ lệ ném ba 10/11, tổng cộng 17/20. Vào ngày 8 tháng 3, anh ghi được 39 điểm với 9 pha ném ba trong chiến thắng 122–105 trước Denver Nuggets. Vào ngày 13 tháng 3, Thompson ghi được tổng cộng 30 điểm trong chiến thắng sít sao 106–104 trước Houston Rockets. Anh ấy đã thực hiện 5 quả 3 điểm để mang về cho mình 203 quả trong mùa giải, cùng Curry trở thành cầu thủ duy nhất trong lịch sử NBA có 7 mùa giải liên tiếp đạt 200 quả 3 điểm. Được khen ngợi vì khả năng phòng ngự trong suốt sự nghiệp của mình, Thompson lần đầu tiên được ghi tên vào Đội phòng thủ toàn NBA, giành được danh hiệu đội thứ hai. Đến ván 3 của Vòng chung kết NBA 2019 đối đầu Toronto Raptors, Thompson đã bỏ lỡ trận playoff đầu tiên trong sự nghiệp sau khi bị căng gân khoeo trái vào cuối ván 2. Thompson trở lại trong ván 4 và ghi được 28 điểm với sáu quả ba điểm trong trận thua 105–92, khi Warriors thua 3–1 trong loạt trận. Trong ván 5, anh ấy đã giúp Warriors ngăn chặn việc bị loại với 26 điểm trong chiến thắng 106–105, qua đó giúp loạt trận của Raptors dẫn trước 3–2. Tuy nhiên, trong Ván 6, Thompson bị rách ACL ở đầu gối trái và ra về với 30 điểm ghi được khi hiệp 3 chỉ còn vài phút, khi Warriors tiếp tục thua trận và loạt trận kết thúc với toàn đội với tỷ số 114–110. Thompson kết thúc vòng playoff ở vị trí thứ ba trong danh sách ném ba điểm nhiều nhất vòng playoff (374), chỉ sau Curry (470) và Ray Allen (385).

#### Vật lộn với chấn thương (2019–2022)
Vào ngày 1 tháng 7 năm 2019, Thompson đã đồng gia hạn với Warriors theo một bản hợp đồng có thời hạn 5 năm, trị giá tối đa 190 triệu đô la với điều khoản trao đôi bổ sung 15% do không lọt vào Đội hìn xuất sắc toàn NBA. Nếu điều đó có thể xảy ra, anh đã có đủ điều kiện kí hợp đồng supermax như Curry đã có vào năm 2017. Ngày hôm sau, Thompson đã trải qua ca phẫu thuật đầu gối thành công do ACL bị rách, chính thức bỏ lỡ toàn bộ mùa giải 2019–20. Thompson chính thức tái ký hợp đồng với Warriors vào ngày 10 tháng 7. Anh trở lại tập luyện với Warriors vào tháng 9 năm 2020. Vào ngày 19 tháng 11, Thompson thông báo sẽ bỏ lỡ toàn bộ mùa giải 2020–21 do chấn thương gân Achilles mà anh ấy gặp phải trong một trận đấu tập ở Los Angeles.
Vào ngày 28 tháng 11 năm 2021, Thompson cùng với James Wiseman được đưa đến Santa Cruz Warriors, đội chi nhánh NBA G League của Golden State để phục hồi và tìm lại cảm giác thi đấu. Thompson quay lại đội vào ngày 1 tháng 12. Cả hai lại được điều đến Santa Cruz vào ngày 11 tháng 12.

#### Sự trở lại và chức vô địch NBA lần thứ tư (2022–2024)
Vào ngày 8 tháng 1 năm 2022, Thompson thông báo rằng anh sẽ trở lại sân đấu vào ngày 9 tháng 1 trong trận đấu với Cleveland Cavaliers. Ở lượt về, Thompson ghi được 17 điểm khi với tỉ lệ 7 trên 18 trong 20 phút, khi Warriors giành chiến thắng với tỷ số 96–82. Vào ngày 12 tháng 2, Thompson đã ghi được 16 điểm trong hiệp 4, tổng cộng 33 điểm cao nhất mùa giải của anh ấy trong hiệp 4 trước Los Angeles Lakers trong chiến thắng lội ngược dòng 117–115. Vào ngày 12 tháng 3, Thompson đã ghi được 38 điểm, thành tích cá nhân cao nhất mùa giải cùng với 6 rebound và 5 kiến tạo trong chiến thắng 122–109 trước nhà đương kim vô địch Milwaukee Bucks. Trong trận đấu cuối cùng của mùa giải, Thompson đã ghi được 41 điểm, thành tích cao nhất mùa giải cho Warriors trong chiến thắng 128–107 trước New Orleans Pelicans để giành lấy hạt giống số 3 ở Liên đoàn miền Đông.
Trong ván 3 của vòng 1 của playoff năm 2022, Thompson đã ghi được 26 điểm trong chiến thắng 118–113 trước Denver Nuggets. Anh đã vượt qua hậu vệ được ghi danh vào Đại sảnh Danh vọng Ray Allen ở vị trí thứ ba trong danh sách ghi ba điểm mọi thời đại ở vòng playoff NBA. Trong ván 6 của Vòng bán kết miền Tây, Thompson ghi được 30 điểm, 8 rebound và 3 block với tỉ lệ ném ba điểm 8/14 trong chiến thắng sát nút 110–96 trước hạt giống số 2 Memphis Grizzlies. Trong ván 5 của Vòng chung kết miền Tây, Thompson ghi được 32 điểm và có đến 8 quả ba điểm trong chiến thắng sát nút 120–110 trước Dallas Mavericks để tiến tới Vòng chung kết NBA lần thứ sáu, đối mặt với đại diện miền Đông Boston Celtics. Trong ván 1 của loạt trận chung kết, Thompson đã vượt qua LeBron James để đứng thứ hai trong danh sách ghi ba điểm nhiều nhất mọi thời đại ở vòng playoff NBA. Trong ván 5 của vòng chung kết, Thompson cùng với người đồng đội Stephen Curry và LeBron James trở thành những cầu thủ duy nhất trong lịch sử NBA thực hiện ít nhất 100 quả ba điểm khi thi đấu tại chung kết tổng. Anh cũng đã vượt qua LeBron James để đứng thứ hai trong danh sách ghi ba điểm nhiều nhất mọi thời đại của Vòng chung kết NBA. Warriors đã giành chức vô địch sau sáu trận đấu, qua đó Thompson đã giành chức vô địch NBA lần thứ tư.
Vào ngày 20 tháng 11, Thompson đã ghi được 41 điểm, thành tích cao nhất mùa giải khi có tỉ lệ ném ba điểm 10/13 trong chiến thắng 127–120 trước Houston Rockets. Thompson, Stephen Curry và Andrew Wiggins đã ghi tổng cộng 23 quả ba điểm, số quả ba điểm nhiều nhất được thực hiện trong một trận đấu bởi một bộ ba cầu thủ trong lịch sử NBA. Vào ngày 10 tháng 12, trong trận tái đấu của Vòng chung kết NBA 2022 mùa trước, Thompson đã ghi được 34 điểm, cao nhất trong trận đấu trong chiến thắng 123–107 trước Boston Celtics. Ba ngày sau, anh trở thành cầu thủ thứ 13 trong lịch sử NBA thực hiện được được tổng cộng 2.000 cú ném ba điểm trong sự nghiệp. Vào ngày 30 tháng 12, Thompson đã thực hiện cú ba điểm quan trọng khi trận đấu còn lại 1:36 phút và ghi được tổng cộng 31 điểm trong chiến thắng 118–112 trước Portland Trail Blazers.
Vào ngày 2 tháng 1 năm 2023, Thompson ghi được 54 điểm, thành tích cá nhân cao nhất mùa giải và có được 8 rebound trong chiến thắng 143–141 sau hai hiệp phụ trước Atlanta Hawks. Vào ngày 6 tháng 2, anh ghi được 42 điểm với 12 quả ba điểm, thành tích cao nhất mùa giải trong chiến thắng 141–114 trước Oklahoma City Thunder. Vào ngày 24 tháng 2, Thompson ghi được 42 điểm với 12 quả ba điểm, cân bằng thành tích cá nhân trong mùa giải trong chiến thắng 116–101 trước Rockets. Thompson trở thành cầu thủ duy nhất trong lịch sử NBA có ít nhất 2 trận đấu với nhiều hơn 12 quả ba điểm trong một mùa giải. Anh cũng là người có nhiều trận đấu nhất trong lịch sử NBA với từ 12 quả ba trở lên (3), vượt qua chính đồng đội Stephen Curry, với chỉ 2 lần trong sự nghiệp. Trong trận đấu cuối cùng của mùa giải chính, Thompson đã ghi quả ba điểm thứ 300 trong chiến thắng cách biệt 157–101 trước Portland Trail Blazers. Thompson cùng với Stephen Curry và James Harden đã trở thành những cầu thủ duy nhất trong lịch sử NBA thực hiện ít nhất 300 quả ba điểm chỉ trong một mùa giải.
Vào ngày 29 tháng 10 năm 2023, Thompson đã ghi 19 điểm, trong đó có 5 quả ba điểm trong chiến thắng 106–95 trước Houston Rockets, qua đó vượt qua Jamal Crawford để đứng thứ mười trong danh sách ghi ba điểm nhiều nhất mọi thời đại. Vào ngày 1 tháng 11, Thompson đã ghi được 14 điểm với pha jumpshot ấn định chiến thắng ở những giây cuối trong trận thắng 102–101 trước Sacramento Kings. Trong trận đấu diễn ra vào ngày 14 tháng 11 với Minnesota Timberwolves, Thompson đã có một cuộc ẩu đả trên sân với tiền phong Jaden McDaniels của Timberwolves. Điều này đã khởi đầu cho một cuộc hỗn chiến giữa các cầu thủ hai đội. Trung phong của Timberwolves là Rudy Gobert có hành động kéo Thompson ra khỏi McDaniels. Sau đó, Draymond Green đã kẹp cổ Gobert. Cuộc ẩu đả này đã khiến cả Thompson, Green và McDaniels đều bị đuổi ra khỏi sân. Ngày hôm sau, Thompson cùng với Green và McDaniels bị phạt 25.000 USD vì vụ việc. Vào ngày 16 tháng 12, Thompson ghi được 24 điểm trên bốn quả ba điểm được thực hiện trong chiến thắng 124–120 trước Brooklyn Nets và vượt qua Jason Terry để đứng thứ chín trong danh sách ba điểm trong sự nghiệp mọi thời đại. Vào ngày 19 tháng 12, trong trận đấu với Boston Celtics, Thompson đã vượt qua Vince Carter để đứng thứ tám trong danh sách ba điểm trong sự nghiệp mọi thời đại.
Vào ngày 15 tháng 2 năm 2024, Thompson lần đầu tiên phải ngồi dự bị kể từ ngày 11 tháng 3 năm 2012. Sau đó, anh ghi được 35 điểm, thành tích cá nhân cao nhất mùa giải và đồng thời vượt qua mốc 15.000 điểm trong sự nghiệp. Vào ngày 2 tháng 4, trong chiến thắng 104–100 trước Dallas Mavericks, Thompson đã vượt qua Kyle Korver để đứng thứ sáu trong danh sách ghi ba điểm trong sự nghiệp mọi thời đại. Trong trận play-in quyết định "thắng đi tiếp, thua về nhà" với Sacramento Kings, Thompson không ghi nổi được bất kỳ điểm số nào với 10 cú ném trượt trong trận thua cách biệt 118–94.

### Dallas Mavericks (2024–nay)
Sau khi dành 13 năm đầu sự nghiệp trong màu áo Warriors, Thompson được trao đổi tới Dallas Mavericks trong một thỏa thuận theo dạng "kí kết vào trao đổi"  giữa 6 đội vào ngày 6 tháng năm 2024, thỏa thuận này bao gồm các đội Philadelphia 76ers, Charlotte Hornets, Denver Nuggets and Minnesota Timberwolves. Thương vụ này trở thành thương vụ đầu tiên có 6 đội tham gia tại NBA.

## Sự nghiệp đội tuyển quốc gia

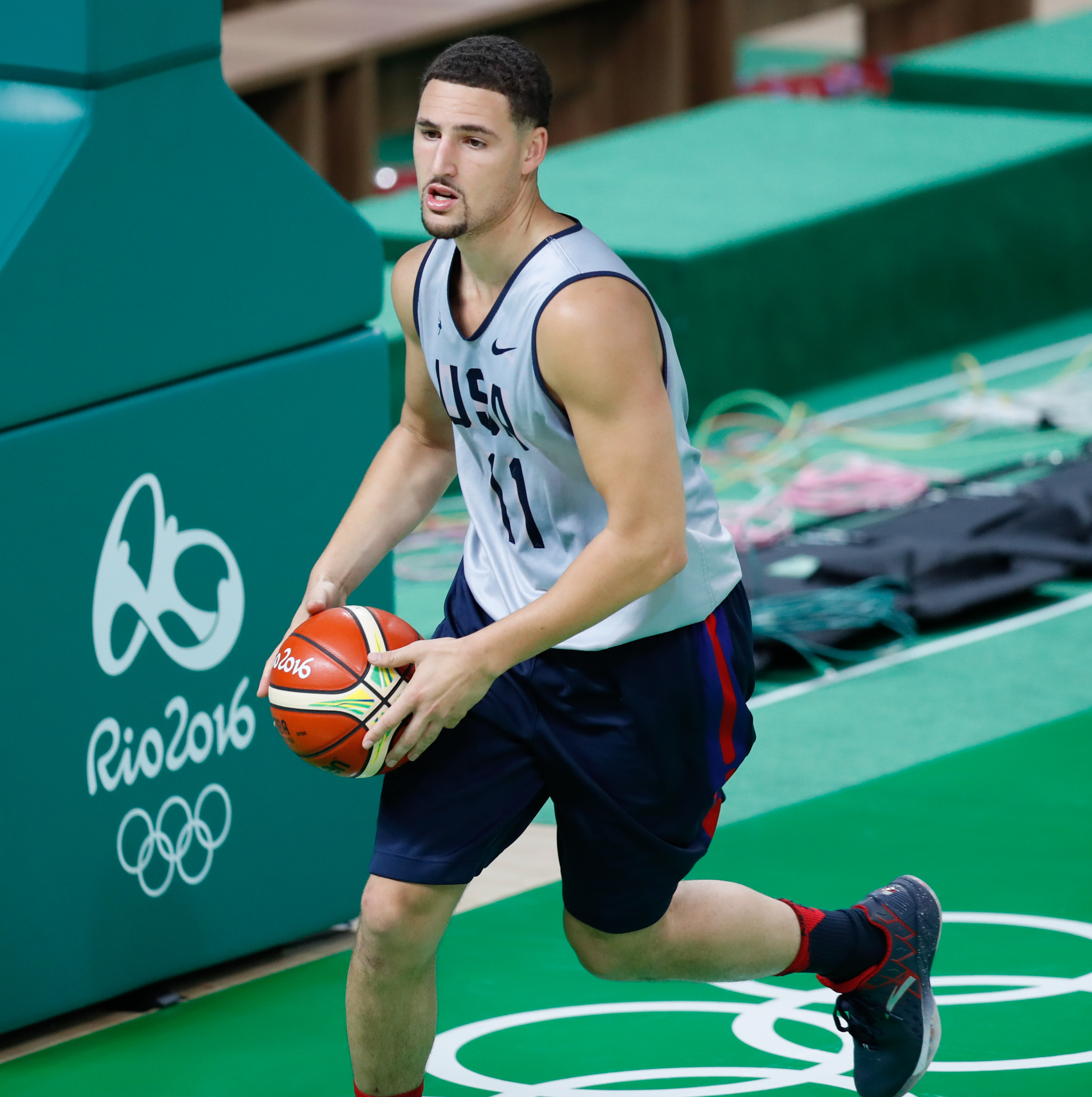
Thompson cùng đội tuyển Olympic Hoa Kỳ năm 2016

Thompson từng là thành viên của đội tuyển bóng rổ quốc gia Hoa Kỳ, giành huy chương vàng tại Giải bóng rổ vô địch thế giới FIBA World Cup 2014 và Olympic 2016. Anh cũng giành huy chương vàng cùng đội tuyển U19 quốc gia tại Giải vô địch thế giới FIBA U19 2009.

## Hồ sơ cầu thủ
Thompson có chiều cao 6 feet 6 inch (1,98 m) khi đi giày và có cân nặng 220 pound (100 kg). Anh chơi ở vị trí hậu vệ ghi điểm và có điểm số trung bình là 19,5 điểm, 3,5 rebounds và 2,3 kiến tạo mỗi trận. Thompson là một cầu thủ ném bóng giỏi và hiệu quả, đặc biệt là từ cự ly xa, đồng thời  cũng là một tay ném phạt xuất sắc. Dáng ném bóng của Thompson được mô tả là chuẩn "sách giáo khoa" và "đẹp như tranh vẽ". Mặc dù có khả năng xử lý bóng tốt trong các đợt lên bóng của Warriors nhưng Thompson chủ yếu là một cầu thủ dạng catch-and-shoot (nhận bóng và ném nhanh), tận dụng những pha di chuyển chéo và dựng tường (screen) do đồng đội thiết lập để tạo khoảng trống cho khả năng ném đặc biệt chính xác của anh. Mặc dù Thompson không nổi tiếng với khả năng block hay cướp bóng, nhưng anh được coi là một cầu thủ phòng ngự tốt nhờ kích thước lớn dù chơi ở vị trí hậu vệ và có khả năng phòng ngự trước cả những hậu vệ tinh nhuệ ở hai bên cánh. Thompson cũng được đánh giá cao về thể lực.
Thompson nổi tiếng với tính cách trầm lắng, lành tính và hiếm khi thể hiện cảm xúc trong hoặc ngoài trận đấu. Thompson là một trong số ít cầu thủ đang chơi bóng tại NBA được công ty giày Trung Quốc Anta tài trợ, ký hợp đồng 10 năm với hãng này vào năm 2016. Thompson được coi là một cầu thủ ghi điểm tốt vào thời điểm cuối trận, đặc biệt là trong loạt trận playoff của Game 6, nơi mà tỷ lệ ném của anh tăng lên đáng kể so với số liệu thống kê về trận playoff thông thường. Điều này khiến cho Thompson có biệt danh là "Game 6 Klay."

## Thống kê sự nghiệp

### NBA

#### Mùa giải chính
| Năm            | Đội            | GP  | GS  | MPG  | FG%  | 3P%  | FT%   | RPG | APG | SPG | BPG | PPG  |
| -------------- | -------------- | --- | --- | ---- | ---- | ---- | ----- | --- | --- | --- | --- | ---- |
| 2011–12        | Golden State   | 66* | 29  | 24.4 | .443 | .414 | .868  | 2.4 | 2.0 | .7  | .3  | 12.5 |
| 2012–13        | Golden State   | 82* | 82* | 35.8 | .422 | .401 | .841  | 3.8 | 2.2 | 1.0 | .5  | 16.6 |
| 2013–14        | Golden State   | 81  | 81  | 35.4 | .444 | .417 | .795  | 3.1 | 2.2 | .9  | .5  | 18.4 |
| 2014–15†       | Golden State   | 77  | 77  | 31.9 | .463 | .439 | .879  | 3.2 | 2.9 | 1.1 | .8  | 21.7 |
| 2015–16        | Golden State   | 80  | 80  | 33.3 | .470 | .425 | .873  | 3.8 | 2.1 | .8  | .6  | 22.1 |
| 2016–17†       | Golden State   | 78  | 78  | 34.0 | .468 | .414 | .853  | 3.7 | 2.1 | .8  | .5  | 22.3 |
| 2017–18†       | Golden State   | 73  | 73  | 34.3 | .488 | .440 | .837  | 3.8 | 2.5 | .8  | .5  | 20.0 |
| 2018–19        | Golden State   | 78  | 78  | 34.0 | .467 | .402 | .816  | 3.8 | 2.4 | 1.1 | .6  | 21.5 |
| 2021–22†       | Golden State   | 32  | 32  | 29.4 | .429 | .385 | .902  | 3.9 | 2.8 | .5  | .5  | 20.4 |
| 2022–23        | Golden State   | 69  | 69  | 33.0 | .436 | .412 | .879  | 4.1 | 2.4 | .7  | .4  | 21.9 |
| 2023–24        | Golden State   | 77  | 63  | 29.7 | .432 | .387 | .927* | 3.3 | 2.3 | .6  | .5  | 17.9 |
| Toàn sự nghiệp | Toàn sự nghiệp | 793 | 742 | 32.6 | .453 | .413 | .858  | 3.5 | 2.3 | .9  | .5  | 19.6 |
| All-Star       | All-Star       | 5   | 1   | 20.4 | .379 | .379 | 1.000 | 5.0 | 3.4 | .4  | .0  | 12.6 |

#### Vòng play-in
| Năm            | Đội            | GP | GS | MPG  | FG%  | 3P%  | FT% | RPG | APG | SPG | BPG | PPG |
| -------------- | -------------- | -- | -- | ---- | ---- | ---- | --- | --- | --- | --- | --- | --- |
| 2024           | Golden State   | 1  | 1  | 31.6 | .000 | .000 | —   | 4.0 | 1.0 | .0  | .0  | .0  |
| Toàn sự nghiệp | Toàn sự nghiệp | 1  | 1  | 31.6 | .000 | .000 | —   | 4.0 | 1.0 | .0  | .0  | .0  |

#### Vòng playoff
| Năm            | Đội            | GP  | GS  | MPG  | FG%  | 3P%  | FT%  | RPG | APG | SPG | BPG | PPG  |
| -------------- | -------------- | --- | --- | ---- | ---- | ---- | ---- | --- | --- | --- | --- | ---- |
| 2013           | Golden State   | 12  | 12  | 41.3 | .437 | .424 | .833 | 4.6 | 1.8 | 1.0 | .6  | 15.2 |
| 2014           | Golden State   | 7   | 7   | 36.7 | .408 | .364 | .792 | 3.4 | 3.6 | 1.0 | .7  | 16.4 |
| 2015†          | Golden State   | 21  | 21  | 36.2 | .446 | .390 | .800 | 3.9 | 2.6 | .8  | .9  | 18.6 |
| 2016           | Golden State   | 24  | 24  | 35.4 | .444 | .422 | .854 | 3.7 | 2.3 | 1.1 | .4  | 24.3 |
| 2017†          | Golden State   | 17  | 17  | 35.0 | .397 | .387 | .788 | 3.9 | 2.1 | .8  | .3  | 15.0 |
| 2018†          | Golden State   | 21  | 21  | 37.8 | .465 | .427 | .871 | 4.1 | 1.8 | .8  | .3  | 19.6 |
| 2019           | Golden State   | 21  | 21  | 39.0 | .456 | .443 | .902 | 4.1 | 2.1 | 1.3 | .7  | 20.7 |
| 2022†          | Golden State   | 22  | 22  | 36.0 | .429 | .385 | .867 | 3.9 | 2.3 | 1.1 | .7  | 19.0 |
| 2023           | Golden State   | 13  | 13  | 36.0 | .388 | .368 | .875 | 4.2 | 2.2 | .5  | .3  | 18.5 |
| Toàn sự nghiệp | Toàn sự nghiệp | 158 | 158 | 36.9 | .436 | .405 | .845 | 4.0 | 2.2 | .9  | .5  | 19.2 |

### Đại học
| Năm            | Đội              | GP | GS | MPG  | FG%  | 3P%  | FT%  | RPG | APG | SPG | BPG | PPG  |
| -------------- | ---------------- | -- | -- | ---- | ---- | ---- | ---- | --- | --- | --- | --- | ---- |
| 2008–09        | Washington State | 33 | 33 | 33.1 | .421 | .412 | .903 | 4.2 | 1.9 | .9  | .6  | 12.5 |
| 2009–10        | Washington State | 31 | 30 | 35.4 | .412 | .364 | .801 | 5.1 | 2.3 | 1.4 | .7  | 19.6 |
| 2010–11        | Washington State | 34 | 33 | 34.7 | .436 | .398 | .838 | 5.2 | 3.7 | 1.6 | .9  | 21.6 |
| Toàn sự nghiệp | Toàn sự nghiệp   | 98 | 96 | 34.4 | .424 | .390 | .827 | 4.8 | 2.6 | 1.3 | .7  | 17.9 |

## Thành tích và giải thưởng
- 4 lần vô địch NBA: 2015, 2017, 2018, 2022
- 5 lần NBA All-Star: 2015, 2016, 2017, 2018, 2019
- 2 lần Đội hình ba tiêu biểu NBA : 2015, 2016
- Đội hình hai phòng ngự tiêu biểu NBA : 2019
- Nhà vô địch Cuộc thi ba điểm NBA : 2016
- Đội hình một tân binh tiêu biểu NBA : 2012
- Dẫn đầu về số quả ba điểm của NBA : 2023
- Dẫn đầu về tỷ lệ ném phạt của NBA : 2024
- Kỷ lục mùa giải chính của NBA về số điểm ghi được nhiều nhất trong một hiệp đấu (37)[141]
- Kỷ lục mùa giải chính của NBA về số quả ba điểm nhiều nhất trong một trận đấu (14)[142]
- Kỷ lục NBA về số quả ba điểm nhiều nhất trong một mùa giải (98, bằng với Stephen Curry)[143]

## Cuộc sống cá nhân
Anh trai của Thompson, Mychel, là vận động viên bóng rổ của Đại học Pepperdine và đã từng có một thời gian ngắn thi đấu tại NBA trong màu áo Cavaliers, trong khi em trai anh, Trayce, trở thành cầu thủ bóng chày của Major League Baseball. Thompson đã từng gây tranh cãi khi bị treo giò trong trận đấu cuối cùng của mùa giải tại WSU sau khi phạm tội hình sự mức độ nhẹ vì tàng trữ cần sa. Sau khi giành chức vô địch NBA năm 2015, Thompson và cha của mình trở thành bộ đôi cha con thứ tư trong lịch sử giành được chức vô địch NBA cùng với Matt Guokas Sr. và Jr., Rick và Brent Barry, Bill và Luke Walton. (Năm 2022 chứng kiến cặp cha con thứ năm có thành tích này Gary Payton và Gary Payton II, trong khi đó người con chính là đồng đội của Klay sau này.)
Thompson được biết đến với khiếu hài hước khác thường và có phần khô khan. Anh ấy sở hữu một chú chó giống chó bò Anh có tên là Rocco.
Vào cuối tháng 10 năm 2017, Thompson đã có những đóng góp tại địa phương nhằm quyên tiền cứu trợ khắc phục trận cháy rừng tại Bắc California vào tháng 10 năm 2017, quyên góp 1.000 đô la cho mỗi điểm số anh ghi được trong các trận đấu trên sân nhà với Washington Wizards, Toronto Raptors và Detroit Pistons. Với sự giúp sức của các nhà tài trợ và người hâm mộ, Thompson đã tăng số tiền lên 5.223 đô la mỗi điểm. Cuối cùng, anh huy động được 360.374 đô la bằng cách ghi được 69 điểm trong ba trận đấu kể trên.
Thompson là một người đam mê cờ vua và đã từng giao lưu với cựu vô địch thế giới cờ vua, Magnus Carlsen .
Thompson có mối quan hệ với nữ diễn viên người Mỹ Laura Harrier từ năm 2018 đến đầu năm 2020.

## Đóng phim
| Năm  | Tên phim                 | Vai                                 | Ghi chú |
| ---- | ------------------------ | ----------------------------------- | ------- |
| 2021 | Space Jam: Kỷ nguyên mới | Chính mình, lồng tiếng cho Wet-Fire | [ 161 ] |